# Purcellville (Virginia)
Purcellville es un pueblo situado en el condado de Loudoun, Virginia  (Estados Unidos). Según el censo de 2010 tenía una población de 7.727 habitantes.

## Demografía
Según el censo del 2000, Purcellville tenía 3.584 habitantes, 1.253 viviendas, y 956 familias. La densidad de población era de 583,9 habitantes por km².
De las 1.253 viviendas en un 45,8%  vivían niños de menos de 18 años, en un 62,1%  vivían parejas casadas, en un 11,5% mujeres solteras, y en un 23,7% no eran unidades familiares. En el 20% de las viviendas  vivían personas solas el 7,8% de las cuales correspondía a personas de 65 años o más que vivían solas. El número medio de personas viviendo en cada vivienda era de 2,84 y el número medio de personas que vivían en cada familia era de 3,28.
Por edades la población se repartía de la siguiente manera: un 32,8% tenía menos de 18 años, un 4,5% entre 18 y 24, un 33,2% entre 25 y 44, un 19,2% de 45 a 60 y un 10,3% 65 años o más.
La edad media era de 35 años.  Por cada 100 mujeres de 18 o más años  había 86,2 hombres.
La renta media por vivienda era de 62.108$ y la renta media por familia de 69.211$. Los hombres tenían una renta media de 50.815$ mientras que las mujeres 34.808$. La renta per cápita de la población era de 24.112$. En torno al 2,6% de las familias y el 4,2% de la población estaban por debajo del umbral de pobreza.

## Localidades adyacentes
El siguiente diagrama muestra a las localidades más próximas a Purcellville.